# Monastère Saint-Boris-et-Saint-Gleb (Borissoglebski)
Le monastère Saint-Boris-et-Saint-Gleb (Борисоглебский монастырь) est un monastère orthodoxe russe situé dans la commune urbaine de Borissoglebski, dans l'oblast de Iaroslavl, à 18 kilomètres à l'ouest de Rostov Veliki en Russie.
C'est entre 1680 et 1690 que le métropolite de Rostov Veliki, Jonas Syssoïevitch, confia à l'architecte local Piotr Dossaïev la reconstruction de l'église-porche Saint-Serge, datant de 1515 richement décorée et flanquée de deux tours imposantes, à l'entrée nord du monastère. Des clés pendantes séparent les arcs géminés. Les minces colonnettes de la frise qui surmonte le porche sont réalisées dans la tradition de Valdimir-Souzdal. En 2015, plusieurs bâtiments du monastère sont en cours de restauration dont la porte Saint-Serge . 

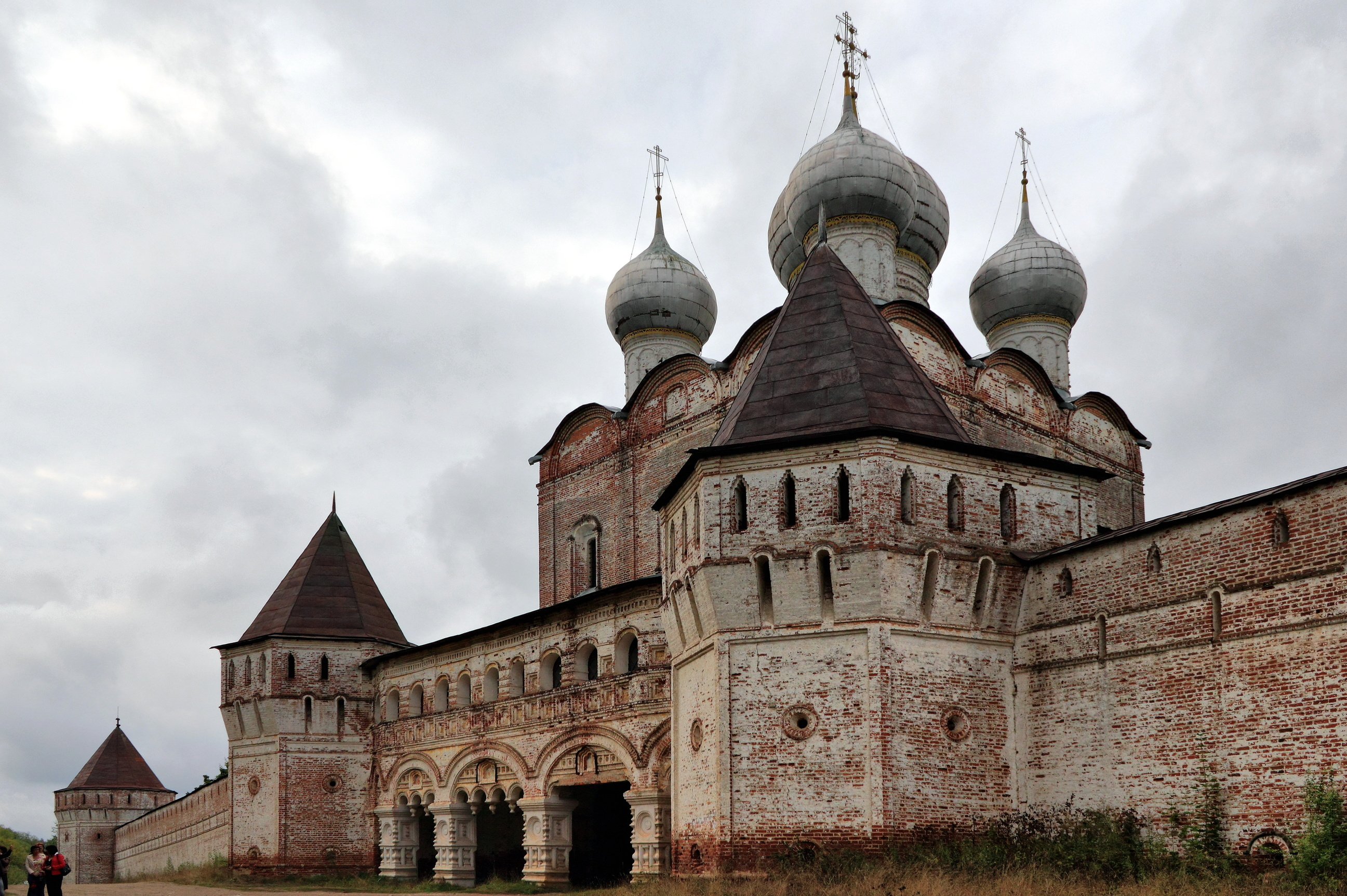
Porte Saint-Serge au nord du monastère

## Histoire
Le monastère fut fondé en 1363 par les moines Théodore et Paul de Novgorod, avec la bénédiction de saint Serge de Radonège. C'est ici que le moine-guerrier Alexandre Peresviet, futur héros de la bataille de Koulikovo contre la Horde d'or, reçut la tonsure.

Aux XVIe et XVIIe siècles, le monastère était considéré comme l'un des monastères les plus riches de la région de Rostov. Il était placé sous la protection des princes de Moscou et des premiers tzars russes. Le prince Pojarski demanda la bénédiction spéciale de l'un de ses moines, considéré comme saint par l'Église orthodoxe, Irénarque de Rostov, lorsqu'il partit en guerre contre les Polonais, envahisseurs de la Russie, en 1612. S’étant retiré dans sa cellule pendant trente-huit ans, dont plus d'une décennie de guerre civile dite le temps des troubles, Irénarque semble être parmi les interlocuteurs d’un prisonnier involontaire de ce même monastère, Nicolas de Melo, augustinien portugais, qui avait eu l’imprudence de traverser la Moscovie au retour de sa mission en Inde. Au cours de cette période troublée, plusieurs hommes d'État vinrent lui rendre visite, parmi lesquels le prince Skopine-Chouiski (Скопин-Шуйский) ou encore Kouzma Minine.
En 1764, l'impératrice Catherine II de Russie, inspirée des Lumières et de sa théorie du despotisme éclairé, confisqua la plupart des biens des monastères russes par son fameux manifeste. En conséquence, elle fit don de la sloboda (colonie libre) du monastère à son favori, le comte Orlov.

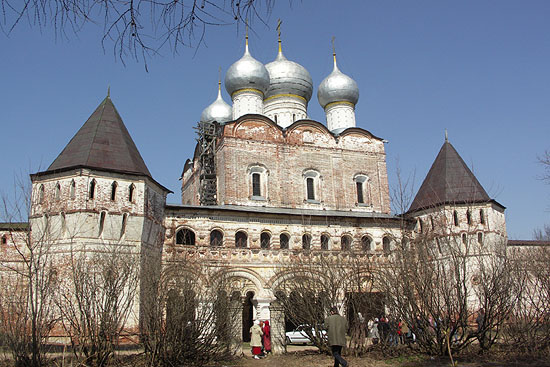
Boris et Gleb : Porte Saint-Serge

Le jour de la fête des saints Boris et Gleb un marché fameux se tenait devant les murs du monastère.
En 1924, le monastère fut officiellement démantelé fermé par les autorités et transformé en musée, comme filiale de celui de Rostov. 
En 1962, l'ancienne sloboda reçut le statut de commune urbaine. En 1994, une communauté de moines retourna au monastère dans une partie des bâtiments, laissant l'autre au musée.

## Ensemble architectural
- Église abbatiale Saint-Boris-et-Saint-Gleb 1522-1523
- Église de l'Annonciation et réfectoire (trapèze) 1524-1526
- Église Saint-Serge 1679
- Église de la Présentation 1692 (aujourd'hui musée)

## Sources
- (ru) Cet article est partiellement ou en totalité issu de l’article de Wikipédia en russe intitulé « Ростовский Борисоглебский монастырь » (voir la liste des auteurs).